# Dollars of Dross
Pour plus de détails, voir Fiche technique et Distribution.
Dollars of Dross est un court-métrage muet américain réalisé par Frank Borzage, sorti en 1916.

## Fiche technique
- Titre original : Dollars of Dross
- Réalisation : Frank Borzage
- Scénario : Frank Borzage
- Société de production : Mutual Film Corporation
- Société de distribution : Mutual Film Corporation
- Pays d’origine :  États-Unis
- Langue : anglais
- Format : Noir et blanc - 35 mm - 1,37:1 - Muet
- Genre : drame

## Distribution
- Frank Borzage
- Vivian Rich
- Alfred Vosburgh
- Louise Lester
- George Periolat